# 구해탈
구해탈(俱解脫, 산스크리트어: ubhayato-bhāga-vīmukta, 영어: both kinds of liberation, simultaneous liberation, complete release) 또는 구분해탈(俱分解脫)은 불교의 성자들 중의 한 부류를 일컫는 말로서 혜해탈(慧解脫)의 상대가 되는 것으로, 혜해탈의 성자로서 몸[身]으로 8해탈을 모두 빠짐없이 성취한 이와 신해(信解)의 성자나 견지(見至)의 성자로서 지혜 즉 반야 즉 무루지로 모든 번뇌를 단멸하였을 뿐만 아니라 몸[身]으로도 8해탈(八解脫)을 모두 빠짐없이 성취한 이를 말한다. 무루인 4향4과에서 모든 번뇌를 단멸한 계위는 아라한과이고 8해탈은 유루의 해탈로서 순차적으로 성취되므로, 달리 말하면, 구해탈(俱解脫)은 출세간의 아라한과를 증득하였으며 또한 유루의 제8해탈, 즉, 세간에 속하지만 열반과 유사한 선정인 멸진정을 성취한 무학위의 성자를 말한다.
달리 말해, 모든 번뇌를 번뇌장(煩惱障)과 해탈장(解脫障)의 2장(二障)으로 구분할 때, 혜해탈은 번뇌장은 모두 떠났지만 해탈장은 모두 떠나지 못한 것이고, 구해탈은 번뇌장과 해탈장을 모두 떠난 것이다. 또 달리 표현하자면, 혜해탈과 구해탈은 둘 다 모든 번뇌를 떠났지만 혜해탈은 멸진정을 포함한 유루의 모든 선정 즉 9차제정(九次第定: 4선 · 4무색정 · 멸진정)을 모두 성취한 상태는 아니며, 구해탈은 9차제정을 모두 성취한 상태이다. 또 달리 표현하자면, 구해탈은 선정과 지혜를 모두 갖춘 아라한이고, 혜해탈은 지혜는 모두 갖추었지만 선정은 부분적으로 갖춘 아라한이다.
여기서, '해탈장을 모두 떠난 것' 즉 '8해탈을 모두 빠짐없이 성취한 것'에서의 8해탈(八解脫)은 다음과 같다. 8해탈은 유루의 해탈로서, 유루의 선정인 4선 · 4무색정 · 멸진정의 9차제정(九次第定)과 사실상 동의어라고 할 수 있다. 엄밀히 구분하자면, 9차제정은 선정 그 자체이고 8해탈은 선정을 선하게 작용시킨 것이자 그 작용에 따른 결과이다.
1. 내유색상관외색해탈(內有色想觀外色解脫)
2. 내무색상관외색해탈(內無色想觀外色解脫)
3. 정해탈신작증구족주(淨解脫身作證具足住)
4. 공무변처해탈(空無邊處解脫)
5. 식무변처해탈(識無邊處解脫)
6. 무소유처해탈(無所有處解脫)
7. 비상비비상처해탈(非想非非想處解脫)
8. 멸수상정해탈(滅受想定解脫)

그리고 위와 같이 구해탈(俱解脫)을 "8해탈(八解脫) + 혜해탈(慧解脫)"로 정의하는 경론들과 현대 학자들이 다수를 차지하는 한편, 구해탈을 "심해탈(心解脫) + 혜해탈(慧解脫)"로 정의하는 경론들과 현대 학자들이 있다. 전자의 정의와 후자의 정의가 동일한 정의라고 한다면 또는 전자의 구해탈과 후자의 구해탈이 그 의미가 동일한 것이라면, 심해탈이란 곧 8해탈이다.
구해탈(俱解脫)은 다음의 분류 또는 체계에 속한다.
- 아라한의 한 부류이다.
- ① 수신행 ② 수법행 ③ 신해 ④ 견지 ⑤ 신증 ⑥ 혜해탈 ⑦ 구해탈의 7성(七聖) 중의 하나이다.
- 《중아함경》제30권 제127경〈복전경〉(福田經)과 《아비담감로미론》상권에 나오는 9무학(九無學) 중의 하나이다.[22][17][18][23][24]
  1. 퇴법아라한(退法阿羅漢)
  2. 사법아라한(思法阿羅漢)
  3. 호법아라한(護法阿羅漢) = 수법아라한(守法法阿羅漢)
  4. 안주법아라한(安住法阿羅漢) = 실주법아라한(實住法阿羅漢) = 주법아라한(住法阿羅漢) 
  5. 감달법아라한(堪達法阿羅漢) = 승진법아라한(昇進法阿羅漢) = 능진법아라한(能進法阿羅漢)
  6. 부동법아라한(不動法阿羅漢)
  7. 불퇴법아라한(不退法阿羅漢)
  8. 혜해탈아라한(慧解脫阿羅漢)
  9. 구해탈아라한(俱解脫阿羅漢)
- 《아비달마구사론》제25권에 나오는 9무학(九無學) 중에는 속하지 않는다.[25][26][27][28]
  1. 퇴법아라한(退法阿羅漢)
  2. 사법아라한(思法阿羅漢)
  3. 호법아라한(護法阿羅漢) = 수법아라한(守法法阿羅漢)
  4. 안주법아라한(安住法阿羅漢) = 실주법아라한(實住法阿羅漢) = 주법아라한(住法阿羅漢) 
  5. 감달법아라한(堪達法阿羅漢) = 승진법아라한(昇進法阿羅漢) = 능진법아라한(能進法阿羅漢)
  6. 부동법아라한(不動法阿羅漢)
  7. 불퇴법아라한(不退法阿羅漢)
  8. 독각(獨覺)
  9. 대각(大覺) = 불(佛)
- 《성실론》제1권에 나오는 9무학(九無學) 중의 하나이다.[29][30]
  1. 퇴상아라한(退相阿羅漢)
  2. 수상아라한(守相阿羅漢)
  3. 사상아라한(死相阿羅漢)
  4. 가진상아라한(可進相阿羅漢)
  5. 주상아라한(住相阿羅漢)
  6. 불괴상아라한(不壞相阿羅漢)
  7. 혜해탈상아라한(慧解脫相阿羅漢)
  8. 구해탈상아라한(俱解脫相阿羅漢)
  9. 불퇴상아라한(不退相阿羅漢)
- 18유학(十八有學)과 9무학(九無學)을 통칭하는 27현성(二十七賢聖) 중의 하나이다.

## 8해탈

### (1) 내유색상관외색해탈
내유색상관외색해탈(內有色想觀外色解脫)은 4선 중 초선(初禪)과 제2선(第二禪)에 의지하여 부정관(不淨觀)을 수행하여 현색탐(顯色貪)을 대치하는 것으로, 바깥 대상의 색깔에 대하여 퍼렇게 어혈든[靑瘀] 색깔 등을 관하는 부정관을 닦아 마음 속에 있는 빛깔에 대한 탐욕을 버리는 것을 뜻한다. 탐욕을 떠난 것이므로 해탈이라 이름한다.

### (2) 내무색상관외색해탈
내무색상관외색해탈(內無色想觀外色解脫)은 4선 중 초선(初禪)과 제2선(第二禪)에 의지하여 부정관(不淨觀)을 수행하여 현색탐(顯色貪)을 대치하는 것으로, 마음 속에 있는 색깔에 대한 탐욕은 이미 없어졌지만 이 상태를 더욱 견고히 유지하기 위해 바깥 대상의 빛깔에 대하여 퍼렇게 어혈든[靑瘀] 빛 등을 관하는 부정관을 계속 닦는 것을 말한다. 탐욕를 다시 일으키지 않게 하는 것이므로 해탈이라 이름한다.

### (3) 정해탈신작증구족주
정해탈신작증구족주(淨解脫身作證具足住)는 4선 중 제4선(第四禪)에 의지하여 정관(淨觀)을 수행하여 탐욕을 일으키지 않는 상태를 체득하는 것으로, 부정관(不淨觀)을 버리고 바깥 대상의 색깔에 대하여 청정한 방면 즉 아름다운 색깔을 주시하여도 탐욕이 일어나지 않고 그 상태를 '몸으로 완전히 체득하여 안주하는 것'[身作證具足住]을 말한다. 탐욕를 일으키지 않게 하는 것이므로 해탈이라 이름한다.

### (4) 공무변처해탈
공무변처해탈(空無邊處解脫)은 4무색정 중 공무변처정에 의지하여 물질[色] 즉 색깔과 모양에 대한 생각을 완전히 버리는 것을 말한다. 물질[色]의 속박, 즉, 물질에 대한 마음의 한계를 벗어나는 것이므로 해탈이라 이름한다.

### (5) 식무변처해탈
식무변처해탈(識無邊處解脫)은 4무색정 중 식무변처정에 의지하여 허공(공간)에 대한 생각을 완전히 버리는 것을 말한다. 허공의 속박, 즉, 허공에 대한 마음의 한계를 벗어나는 것이므로 해탈이라 이름한다.

### (6) 무소유처해탈
무소유처해탈(無所有處解脫)은 4무색정 중 무소유처정에 의지하여 마음[識]에 대한 생각을 완전히 버리는 것을 말한다. 마음[識]의 속박, 즉, 마음에 대한 마음의 한계를 벗어나는 것이므로 해탈이라 이름한다.

### (7) 비상비비상처해탈
비상비비상처해탈(非想非非想處解脫)은 4무색정 중 비상비비상처정에 의지하여, '마음[識]에 대한 생각을 완전히 버린 상태' 즉 무소유심(無所有心)을 다시 완전히 버리는 것을 말한다. 있음과 없음에 대한 마음의 한계를 벗어나는 것이므로 해탈이라 이름한다.

### (8) 멸수상정해탈
멸수상정해탈(滅受想定解脫): 멸진정(滅盡定)에 의지하여 '일체의 마음[心]과 마음작용[心所]'이 소멸된 적정(寂靜)의 상태에 들어가는 것을 말한다. 마음과 수(受) · 상(想) 등의 마음작용의 한계 또는 시끄러움을 벗어난 고요한 상태이므로 해탈이라 이름한다. '일체의 마음과 마음작용'이란 부파불교의 교학에 따르면 6식과 6식과 상응하는 모든 마음작용을 뜻한다. 대승불교의 교학에 따르면 6식 모두와 제7 말나식의 염오한 부분 및 이 마음들과 상응하는 모든 마음작용을 뜻한다.

## 경론별 설명

### 중아함경
T01n0026_p0751b11║「我不

T01n0026_p0751b12║說一切比丘行無放逸，亦復不說一切比

T01n0026_p0751b13║丘不行無放逸。云何比丘我說不行無放

T01n0026_p0751b14║逸？若有比丘俱解脫者。云何比丘有俱解

T01n0026_p0751b15║脫？若有比丘八解脫身觸成就遊，已慧見

T01n0026_p0751b16║諸漏已盡已知，如是比丘有俱解脫，此比丘

T01n0026_p0751b17║我說不行無放逸。所以者何？此賢者本已

T01n0026_p0751b18║行無放逸，若此賢者本有放逸者，終無是

T01n0026_p0751b19║處，是故我說此比丘不行無放逸。
나는 모든 비구에게 ‘방일(放逸)하지 말라’고도 말하지 않고 또한 모든 비구에게 ‘방일함이 없게 행동하려 하지 말라’고도 말하지 않는다. 나는 어떤 비구에게 ‘방일함이 없게 행동하려 하지 말라’고 말하는가? 혹 어떤 비구는 구해탈(俱解脫)이 있다. 어떤 비구에게 구해탈이 있는가? 혹 어떤 비구는 8해탈(解脫)을 몸으로 체험해 성취하여 노닐고 지혜로써 관찰하여 모든 번뇌가 이미 다하고 또 이미 그것을 안다. 이런 비구는 구해탈이 있으므로 나는 이런 비구에게는 ‘방일함 없게 행동하려 하지 말라’고 말한다. 왜냐 하면 이 사람은 본래 이미 방일한 행동이 없기 때문이다. 만일 이 비구가 본래부터 방일함이 있었다면 끝내 그리 될 수 없었을 것이다. 그러므로 나는 이런 비구에게는 방일함이 없게 행동하려 하지 말라고 말한다.

 — 《중아함경》 제51권 제195경 〈아습패경〉(阿濕貝經).  한문본 & 한글본

### 아비달마대비바사론
《아비달마대비바사론》제54권에서는 구해탈을 다음과 같이 정의하고 있다.

T27n1545_p0278c19║云

T27n1545_p0278c20║何俱解脫補特伽羅。謂慧解脫或見至或身

T27n1545_p0278c21║證。以身具證八解脫亦以慧盡諸漏。彼捨

T27n1545_p0278c22║慧解脫或見至或身證得俱解脫。若先得阿

T27n1545_p0278c23║羅漢果後得滅定。彼捨慧解脫得俱解脫。

T27n1545_p0278c24║但捨名得名。非捨道得道如捨信勝解等

T27n1545_p0278c25║得身證說。若先得滅定後得阿羅漢果。彼

T27n1545_p0278c26║捨身證得俱解脫。捨名得名捨道得道。

T27n1545_p0278c27║捨名者捨身證名。得名者得俱解脫名。捨

T27n1545_p0278c28║道者捨修道。得道者得無學道。若諸菩薩

T27n1545_p0278c29║證得無上正等菩提彼盡智時捨見至。得

T27n1545_p0279a01║俱解脫。捨名得名捨道得道捨名者捨見

T27n1545_p0279a02║至名。菩薩修位名見至故。得名者得俱解

T27n1545_p0279a03║脫名。諸佛皆是俱解脫故。捨道者捨修道。

T27n1545_p0279a04║得道者得無學道。西方師說。菩薩學位先

T27n1545_p0279a05║起滅定後得菩提。彼捨身證得俱解脫。迦

T27n1545_p0279a06║濕彌羅國諸論師言。三十四念得菩提故。菩

T27n1545_p0279a07║薩學位未起滅定故。盡智時定捨見至得

T27n1545_p0279a08║俱解脫。必無鈍根未得滅定得盡智時

T27n1545_p0279a09║成俱解脫故。無捨信勝解得俱解脫者。
어떤 이를 구해탈(俱解脫)의 보특가라라 하는가? 혜해탈이나 견지나 혹은 신증으로 몸으로써 8해탈을 빠짐없이 증득하고, 또한 지혜로 모든 번뇌를 다한 이면 그를 혜해탈이나 견지 혹은 신증을 버리고 구해탈을 얻는 이라 한다.
만일 먼저 아라한과를 얻고 뒤에 멸정을 얻는 이면 그는 혜해탈을 버리고 구해탈을 얻는 자이므로 다만 이름을 버리고 이름을 얻을 뿐이요 도를 버리고 도를 얻는 것은 아니니 신승해 등을 버리고 신증을 얻는 데에서 말한 것과 같다.
만일 먼저 멸정을 얻고 뒤에 아라한과를 얻는 이면 그는 신증을 버리고 구해탈을 얻는 자이므로 이름을 버리고 이름을 얻으며 도를 버리고 도를 얻는 것이다. 이름을 버린다 함은 신증의 이름을 버리는 것이요, 이름을 얻는다 함은 구해탈의 이름을 얻는 것이며, 도를 버린다 함은 수도를 버리는 것이요, 도를 얻는다 함은 무학도를 얻는 것이다.
만일 무상정등보리를 증득한 보살이라면 그는 진지(盡智)일 때에 견지를 버리고 구해탈을 얻는 것이므로 이름을 버리고 이름을 얻으며 도를 버리고 도를 얻는다. 이름을 버린다 함은 견지의 이름을 버리는 것이니 보살의 수위(修位)를 견지라 이름하기 때문이요, 이름을 얻는다 함은 구해탈의 이름을 얻는 것이니 모든 부처님은 모두 구해탈이기 때문이요, 도를 버린다 함은 수도를 버리는 것이요, 도를 얻는다 함은 무학도를 얻는 것이다.
서방의 논사는 “보살의 배우는 지위[學位]는 먼저 멸정을 일으키고 뒤에 보리를 얻는 것이므로 그는 신증을 버리고 구해탈을 얻는 것이다”라고 말한다.
가습미라국의 여러 논사들은 “34념(念)58)에서 보리를 얻기 때문이고 배우는 지위에서는 아직 멸정을 일으키지 못하기 때문에 진지(盡智)일 때에 반드시 견지를 버리고 구해탈을 얻는 것이다”라고 말한다.
반드시 근기가 둔한 이로서 아직 멸정을 얻지 못했다면 진지를 얻을 때에 구해탈을 이룸이 없기 때문에 신승해를 버리고 구해탈을 얻는 이가 없다.
58) 모든 보살은 보리수 아래에서 34념(念)으로 한 자리에 앉아 번뇌를 끊고 깨달음을 이룬다고 한다. 곧 모든 보살이 깨달음을 이룰 때에는 언제나 무소유처(無所有處)의 염(染)을 여의고 그 뒤에 제4 정려에 의하여 정성이생에 들고 사제현관의 16념(念)을 가행으로 삼아 이것과 유정(有頂) 9품(品)의 수혹(修惑)을 끊는 무간도(無間道)와 해탈도(解脫道)의 18념(念)을 합쳐서 34념이 된다.(『구사론』 제5권 참조)

 — 《아비달마대비바사론》제54권. 한문본 & 한글본
또한 《아비달마대비바사론》제54권에서는 구해탈에 대해 다음과 같이 설명하고 있다.

T27n1545_p0279a10║問何故名俱解脫。答障有二分。一煩惱障。
T27n1545_p0279a11║二解脫障。於二分障心解脫故名俱解脫。
T27n1545_p0279a12║問若先得阿羅漢果後得滅定者彼於解
T27n1545_p0279a13║脫障何等心解脫。有漏耶無漏耶。有說有漏
T27n1545_p0279a14║以無漏心得盡智時已解脫故。評曰應作
T27n1545_p0279a15║是說。有漏無漏俱得解脫。所以者何。解脫
T27n1545_p0279a16║有二種。一者行世解脫。二者在身解脫。彼未
T27n1545_p0279a17║得滅定時入出定心不得行世。不行世故
T27n1545_p0279a18║不得在身。若得滅定入出定心行世在身
T27n1545_p0279a19║故名解脫。是故有漏無漏二心俱得解脫。如
T27n1545_p0279a20║俱解脫依義立名。前五立名亦應依義。
【문】무엇 때문에 구해탈이라 하는가?
【답】 장애[障]에는 두 종류가 있으니 첫째는 번뇌장(煩惱障)59)이요, 둘째는 해탈장(解脫障)이다. 두 장애에서 마음이 해탈[心解脫]하기 때문에 구해탈이라고 한다.
【문】만일 먼저 아라한과를 얻고 뒤에 멸정을 얻는 이면 그는 해탈장에서 어떠한 마음이 해탈[心解脫]하는가? 유루인가, 무루인가?
【답】 어떤 이는 “유루의 마음이다. 무루의 마음은 진지를 얻을 때에 이미 해탈하였기 때문이다”라고 말한다.
【評】 이렇게 말해야 한다.
“유루ㆍ무루의 마음이 다 같이 해탈하게 된다. 왜냐하면 해탈에는 두 가지가 있기 때문이니, 첫째는 세간에 행하는 해탈[行世解脫]이요, 둘째는 몸에 있는 해탈[在身解脫]이다. 그가 아직 멸정을 얻지 못했을 때에 들고 나는 선정의 마음은 세간에 행할 수 없고 세간에 행하지 못하기 때문에 몸에도 있을 수 없지만 만일 멸정을 얻고 나서 들고 나는 선정의 마음은 세간에 행할 수 있고 몸에 있기 때문에 해탈이라 한다. 이 때문에 유루ㆍ무루의 두 가지 마음이 다 같이 해탈하게 된다.”
구해탈이 뜻에 의거하여 이름을 붙인 것과 같이 앞의 다섯 가지에 이름을 붙이는 것도 뜻에 의거해야 한다.

 — 《아비달마대비바사론》제54권. 한문본 & 한글본. 대괄호는 편집자가 추가

### 아비달마구사론
T29n1558_p0131b26║依解脫異立後

T29n1558_p0131b27║二種。謂依唯慧離煩惱障者立慧解脫。依

T29n1558_p0131b28║兼得定離解脫障者立俱解脫。
해탈의 차이에 근거하여 마지막 두 종류를 설정하였으니, 이를테면 오로지 혜(慧)에 의해 번뇌의 장애[煩惱障]를 떠난 성자를 ‘혜해탈’로 설정하였으며, 아울러 선정[定]을 획득함에 따라 해탈의 장애[解脫障]마저 떠난 성자를 ‘구해탈’로 설정하였다.58)
58) 해탈의 장애[解脫障]는 정장(定障)이라고도 하는데, 여기서 해탈은 멸진정. 즉 멸진정에 들어가는 것을 장애하는 무부무기성인 저열한 무지인 불염오무지를 말한다. 차송(次頌) 참조.

 — 《아비달마구사론》제25권. 한문본 & 한글본

### 아비담감로미론
T28n1553_p0973c11║云何俱解脫。能得滅盡定。是俱解

T28n1553_p0973c12║脫。
무엇을 구해탈이라 하는가? 멸진정을 능히 얻을 수 있는 것이다. 이를 구해탈이라 한다.

 — 《아비담감로미론》상권. 한문본 & 한글본

T28n1553_p0973b20║八地離欲得滅盡定。是說身證阿

T28n1553_p0973b21║那含。若俱解脫阿羅漢法似涅槃身中著。
8지(地)의 욕심을 끊어 멸진정(滅盡定)을 얻는다. 이를 신증아나함(身證阿那含)이라고 말한다. 만약 구해탈(俱解脫)의 아라한이라면 법이 열반과 비슷하게 몸 가운데 드러난다.

 — 《아비담감로미론》상권. 한문본 & 한글본. 편집자가 번역 일부 수정

### 성실론
T32n1646_p0246c11║因滅盡定故。有二人不得此定

T32n1646_p0246c13║名慧解脫。得此定者名俱解脫。
멸진정(滅盡定)에 의거하여 두 부류의 사람이 있다. 이 삼매[定] 즉 멸진정을 획득하지 못한 이를 혜해탈(慧解脫)이라 하고 이 삼매를 획득한 이를 구해탈(俱解脫)이라 한다.

 — 《성실론》제1권. 한문본 & 한글본은 편집자가 번역

## 같이 보기
- 성자 (불교)
- 6종아라한(六種阿羅漢)
- 7성(七聖)
- 9무학(九無學)
- 18유학(十八有學)
- 27현성(二十七賢聖)
- 42현성(四十二賢聖)